# Краскі-Дольне
Краскі-Дольне (пол. Kraski Dolne) — село в Польщі, у гміні Мацейовиці Ґарволінського повіту Мазовецького воєводства.
Населення — 99 осіб (2011).
У 1975-1998 роках село належало до Седлецького воєводства.

## Демографія
Демографічна структура станом на 31 березня 2011 року:
|          | Загалом | Допрацездатний вік | Працездатний вік | Постпрацездатний вік |
| -------- | ------- | ------------------ | ---------------- | -------------------- |
| Чоловіки | 48      | 9                  | 30               | 9                    |
| Жінки    | 51      | 11                 | 27               | 13                   |
| Разом    | 99      | 20                 | 57               | 22                   |